# Fabrice Gardel
Pour les articles homonymes, voir Gardel.
Fabrice Gardel, né à Saint-Brieuc en 1965, est un auteur et réalisateur français de documentaires.

## Biographie

### Formation
Fabrice Gardel est titulaire d'une maitrise en philosophie et sociologie et diplômé de Sciences Po Paris[réf. souhaitée].

### Carrière
Au Québec, il crée l'émission de télévision « Québec-France, aller-retour » et travaille pour Radio Canada. À Paris, il réalise sur France Culture une série d'émissions sur de grands penseurs et écrivains: Pierre Bourdieu, Raymond Aron, Roger Nimier... Puis sur RFI il anime un programme consacré à la langue française.
Rédacteur en chef de la société Doc en Stock pendant 17 ans, il supervise éditorialement plus de 200 films documentaires. Il initie également la collection documentaire "Les 7 péchés capitaux" pour la chaîne 13eme rue.
Il réalise en parallèle de nombreux films pour Arte : Désirs de Femmes (prix CBS de l’évènement télévisuel), Inceste : la famille empoisonnée en co-réalisation avec Juliette Armanet, Un homme en colère, Goncourt Faites vos jeux en co-réalisation avec Antoine Vitkine, Viol Arme de Guerre sur le conflit bosniaque, Les enfants du Bon Dieu: La vie quotidienne au Vatican, Que la Reine sauve la BBC...
En 2012, il initie avec Daniel Leconte la série documentaire I Love Democracy sur Arte. Il réalise le pilote I love Democracy : Tunisie.
À partir de 2016, il se spécialise dans la réalisation de portraits. Il signe des portraits d'intellectuels : Raymond Aron, le chemin de la liberté; Albert Camus, l'icône de la révolte ; Simone de Beauvoir l'aventure d'être soi; René Maran, le premier Goncourt noir ; Césaire et moi; Jean Giono, une âme forte... En 2024 il consacre un documentaire au sinologue Simon Leys, l'homme qui a déshabillé Mao,.
Il réalise aussi de nombreux portraits d'humoristes : Jean Yanne reviens, on est devenus trop cons!, Thierry Le luron l’Humour de ma vie, Jacques Martin derrière vos applaudissements, Les Légitimus, une famille française, La jolie vie de Sylvie Joly. En 2024, il réalise un documentaire sur le célèbre créateur et présentateur des Grosses Têtes Philippe Bouvard.
Fort de son expérience de rédacteur en chef, de réalisateur, ayant un goût des équipes, Fabrice Gardel collabore avec de nombreuses sociétés de production comme consultant, pour l’encadrement de films. Il travaille avec des auteurs comme spin doctor, coordinateur d’écriture, aide au développement. C’est ainsi qu’il a signé avec le jeune Simon Kessler : AF447 : la traque du vol Rio-Paris,,pour Planète+. Il a co-signé plusieurs films pour National Geographic avec Josselin Mahot : Notre-Dame l'épreuve du feu,, Amoco Cadiz : la marée noire du siècle... En 2023, il assure notamment la rédaction éditoriale du documentaire Goldorak Go! pour la plateforme Paramount+.

## Filmographie
- 1998 : La vie quotidienne au Vatican ARTE
- 1999 : L’école des parents ARTE
- 2000 : Désirs de femmes ARTE (Prix CB News de l'évènement télévisuel de l'année)
- 2001 : L’affaire Boeing ARTE
- 2001 : Que la reine sauve la BBC ARTE
- 2002 : Viol : arme de guerre ARTE
- 2002 : Les troubadours de l’info ARTE
- 2005 : Goncourt, faites vos jeux ! CANAL +
- 2005 : Sexe ? ARTE
- 2006 : Batailles d’argent dans la famille ARTE
- 2007 : Un homme en colère ARTE
- 2008 : Le libé des écrivains FRANCE 5
- 2010 : Inceste : la famille empoisonnée ARTE
- 2013 : Tunisie : I love democracy ARTE
- 2014 : Les Confidences du Pénis TEVA
- 2016 : Jean Yanne reviens, on est devenus trop cons! PARIS PREMIERE
- 2016 : Le grand Check-up RMC
- 2017 : Le Luron: l’Humour de ma vie PARIS PREMIERE
- 2018 : Porte-avions, fleurons de la Marine française RMC
- 2018 : Amoco Cadix : La catastrophe du Siècle NATIONAL GEOGRAPHIC
- 2018 : Césaire et moi FRANCE TV
- 2018 : Megastructure : Beluga XL RMC
- 2018 : Raymond Aron : le chemin de la Liberté PUBLIC SENAT (Prix Culture des Lauriers de l'Audiovisuel)
- 2019 : Rire ou Séduire : faut-il choisir? TEVA
- 2019 : Le mystère du vol Rio-Paris[34] PLANETE +
- 2019 : Notre-Dame : L'Épreuve du feu NATIONAL GEOGRAPHIC
- 2020 : Albert Camus : l’icône de la révolte  PUBLIC SENAT
- 2020 : Jean Giono : une âme forte FRANCE 3
- 2021 : Simone de Beauvoir : L'Aventure d’être soi PUBLIC SENAT
- 2021 : Icebreaker NAT GEO
- 2021 : René Maran : Premier Prix Goncourt noir FRANCE 3 (Prix du Meilleur Documentaire Antilles-Guyane Cinémartinique)
- 2022 : Jacques Martin, derrière vos applaudissements[35] PARIS PREMIERE
- 2022 : Tahiti, une reine en héritage[36] FRANCE 2
- 2023 : Arafat, l'insaisissable (4x26') CANAL+ / PLANETE+
- 2023 : Les Légitimus, une saga française FRANCE TV
- 2024 : Simon Leys, l'homme qui a déshabillé Mao PUBLIC SENAT (Prix Culture des Lauriers de l'Audiovisuel)
- 2024 : La jolie vie de Sylvie Joly PARIS PREMIERE
- 2025 : Les mille et une vies de Philippe Bouvard PARIS PREMIERE
- 2025 : William Friedkin, cinéaste au cœur des ténèbres CINE+
- 2025 : Joseph Zobel, l'enfant de la rue Cases-Nègres FRANCE 3

## Publications
- Françoise Mélonio et Charlotte Manzini, L'abécédaire d'Alexis de Tocqueville, Paris, Editions de l'Observatoire, 2021 (ISBN 979-10-329-1399-4, OCLC 1249440680, lire en ligne)
- Monique Lévi-Strauss et Emmanuelle Loyer, L'abécédaire de Claude Lévi-Strauss, Paris, Editions de l'Observatoire, 2021 (ISBN 979-10-329-1374-1, OCLC 1236102151, lire en ligne)
- Marylin Maeso, L'Abécédaire d'Albert Camus, Paris, Editions de l'Observatoire, 2020 (ISBN 979-10-329-0901-0, OCLC 1156988764, lire en ligne)
- Dominique Schnapper et Fabrice Gardel, L'abécédaire de Raymond Aron, Paris, Editions de l'Observatoire, 2019 (ISBN 979-10-329-0573-9, OCLC 1088510453, lire en ligne)
- Ismaël. Khelifa, Mâles d'hier, hommes d'aujourd'hui : les confidences du pénis, Seuil, 2018 (ISBN 978-2-02-132831-8 et 2-02-132831-7, OCLC 1031392435, lire en ligne)
- Fabrice Gardel et Jean-Christophe Yanne, Je reviens! : vous êtes devenus (trop) cons, Seuil, 2016 (ISBN 978-2-02-131893-7 et 2-02-131893-1, OCLC 952054632, lire en ligne)
- Mireille Sacotte et Marie-Anne Arnaud Toulouse, L'abécédaire de Romain Gary, Paris, Editions de l'Observatoire, 2022 (ISBN 9791032914250, OCLC 1313943036, lire en ligne)
- Michel Magnien, L'abécédaire de Michel de Montaigne, Paris, Editions de l'Observatoire, 2023 (ISBN 9791032924297, OCLC 1371240880, lire en ligne)
- Stéphanie Genand, L'abécédaire de Germaine de Staël, Paris, Editions de l'Observatoire, 2023 (ISBN 9791032927571, OCLC 1420354726, lire en ligne)
- Marc Hersant, L'abécédaire de Voltaire, Paris, Editions de l'Observatoire, 2024 (ISBN 9791032927526)